# 阿州 (唐朝)
阿州，中国唐朝时在越南境内设置的州。
唐高祖武德五年（622年），唐朝以南德州光安县设置源州，唐太宗貞觀八年（634年）源州改名阿州。治所在光安县（今越南义安省南坛），下辖光安县、水源县（今越南义安省清章）、安银县（今越南义安省都良）、河龙县（今越南义安省英山）、长江县（今越南义安省冠桄），贞观十三年（639年）废除阿州，地入驩州。